# Nabonide
Nabonide (Nabû-nā’id, « Nabû est loué »), fut le dernier roi de Babylone de 556 à 539 av. J.-C à la tête de l'empire néo-babylonien.
Membre de l'élite dirigeante babylonienne durant les règnes précédant le sien, il accède au pouvoir à un âge avancé, après qu'un coup d'État ait renversé le jeune roi Labashi-Marduk en 556. Il est peut-être intronisé afin de préparer la montée sur le trône de son fils Bel-shar-usur (Balthazar), qui est également un personnage en vue à la cour babylonienne. Quoi qu'il en soit il exerce de manière active son rôle de monarque, organisant des travaux de restauration dans plusieurs grands sanctuaires de son royaume. Après une campagne militaire au Levant, il s'installe entre 553 et 543 en Arabie, autour de l'oasis de Tayma, laissant son fils gouverner la Babylonie pour son compte. Les raisons de cette longue absence du cœur de son royaume restent énigmatiques, mais il n'est pas assuré qu'elle ait sapé son autorité. Nabonide est en tout cas un roi à la personnalité affirmée et atypique, qui semble caractérisé par une dévotion très prononcée envers le dieu lunaire Sîn à la fin de son règne. Cela pourrait expliquer pourquoi le clergé du dieu Marduk de Babylone lui manifeste une grande hostilité après sa mort, rédigeant plusieurs textes qui lui sont défavorables.
Quand il revient à Babylone, son royaume est sous la menace de l'empire perse de Cyrus II, qui a conquis la Médie et la Lydie. La Babylonie est envahie en septembre-octobre 539 et chute sans grande résistance. Cela marque la fin de l'indépendance babylonienne. Le sort de Nabonide n'est pas connu : soit il meurt à ce moment, soit il est placé en captivité dans une province éloignée.

## Sources et études
Les sources sur le règne de Nabonide sont nombreuses, notamment les sources narratives qui contribuent à donner de l'épaisseur à ce personnage et à ces actes. Elles peuvent être rangées en plusieurs catégories, chacune ayant son propre objectif,, :
- Des inscriptions royales commanditées par Nabonide, préservées notamment sur des stèles sculptées et des cylindres d'argile, qui commémorent les travaux de construction et de restauration qu'il a fait entreprendre. Elles sont plus développées que celles de ses prédécesseurs, rentrant plus dans le détail et fournissant plus de données historiques. Elles ont également une tonalité plus personnelle qui permet de mieux approcher la personnalité de ce roi que celle de ses prédécesseurs.
- Des textes historico-littéraires babyloniens rédigés après son règne (dans les années qui le suivent ou bien plus tard, à l'époque hellénistique), souvent pour le décrire de manière négative, comme la Chronique de Nabonide qui décrit son règne année par année mais n'est préservée que de manière fragmentaire, et le Pamphlet contre Nabonide, qui est bien plus virulent contre le roi ; la Chronique royale, reposant sur les inscriptions du roi, lui est plus favorable. Le Cylindre de Cyrus, inscription royale rédigée pour le compte de Cyrus après sa prise de pouvoir, est un autre texte important de la propagande visant à discréditer Nabonide.
- Les archives cunéiformes mises au jour sur des sites de Babylonie et datées de son règne. Ce sont des textes administratifs, économiques et juridiques qui fournissent aussi à l'occasion des informations sur les faits politiques, et surtout sur les mesures administratives prises par Nabonide. Elles proviennent majoritairement de deux sanctuaires, l'Eanna d'Uruk, temple de la déesse Ishtar, et l'Ebabbar de Sippar, temple du dieu-soleil Shamash.
- Les sources non-babyloniennes comprennent notamment des Babyloniaka, rédigées en grec par le prêtre babylonien Bérose qui s'est probablement appuyé sur des sources cunéiformes, les Histoires d'Hérodote qui rapportent notamment la chute de Babylone, le cinquième chapitre du Livre de Daniel, relatif à ce même événement, ou encore une Prière à Nabonide en araméen mise au jour parmi les Manuscrits de la mer Morte.

La personnalité de Nabonide est controversée probablement dès son époque. Plusieurs choix du souverain (son séjour en Arabie, son rapport au dieu Sîn, ses recherches « archéologiques ») en font une figure atypique. C'est l'un des rares souverains mésopotamiens dont l'individualité ressort, notamment parce que ses inscriptions sont plus personnelles. Une « légende noire » a été forgée à son sujet, documentée par plusieurs sources cunéiformes immédiatement postérieures à son règne qui ont pour but de ternir sa mémoire. Tout cela explique l'intérêt marqué qu'ont porté les historiens à ce roi, qui s'est affirmé et ne s'est pas tari, au fur et à mesure que ses inscriptions, les chroniques historiques le concernant et les archives de la période ont été éditées. Une première synthèse sur Nabonide et son fils Bel-shar-usur est rédigée par R. P. Dougherty en 1929, liant les inscriptions du roi publiées alors avec les textes bibliques évoquant ces deux personnages. Plusieurs travaux permettent de préciser la compréhension de ce règne, comme ceux de C. J. Gadd sur les inscriptions de Harran, jusqu'à la publication d'une nouvelle synthèse par P.-A. Beaulieu en 1989, issue de sa thèse universitaire, qui fait autorité depuis. De nouvelles éditions des inscriptions de Nabonide sont publiées par H. Schaudig en 2001 et par F. Weiershäuser et J. Novotny en 2020, en même temps que de nouvelles études spécialisées s'appuyant sur une documentation épigraphique toujours plus riche, notamment celle issue des fouilles de Tayma. Une autre synthèse sur son règne est publiée en 2022 par F. Joannès.

## Origines et carrière

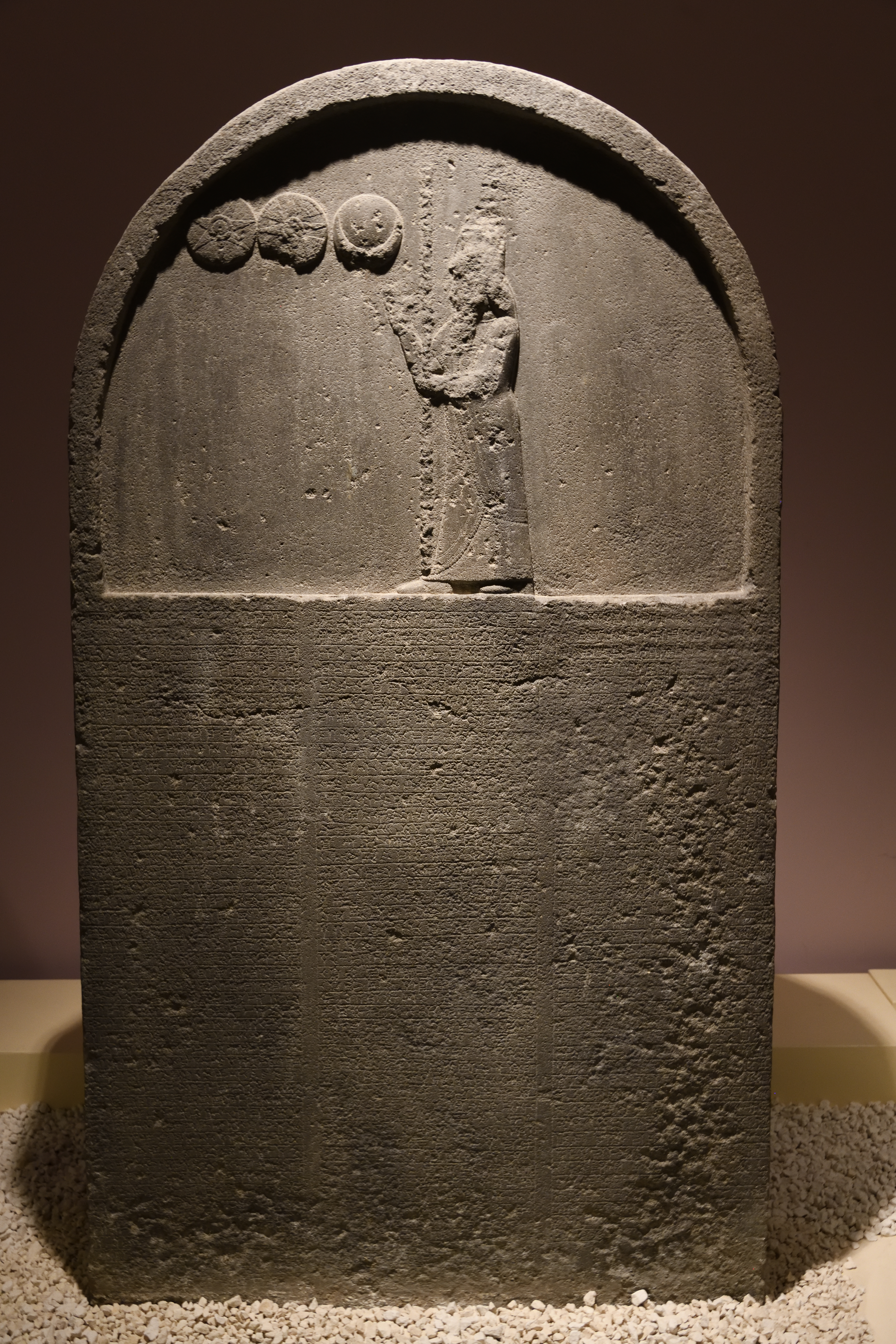
Une des deux stèles comprenant la pseudo-autobiographie d'Adad-guppi. Celle-ci a été mise au jour en 1956 dans la grande mosquée de Harran où elle servait de pavement. Musée de Şanlıurfa.

La date de naissance de Nabonide est inconnue, mais on estime qu'il est d'un âge avancé lorsqu'il monte sur le trône,,. H. Schaudig la place vers 620 av. J.-C.. M. Dandamayev une dizaine d'années plus tard, autour de 610.
Son père est un certain Nabû-balassu-iqbi, à propos duquel peu d'informations sont disponibles. Quand Nabonide en parle dans ses inscriptions, il le présente comme un « prince accompli » et un « brave gouverneur ». Son identité reste donc ouverte aux spéculations. Il pourrait être un chef tribal araméen, un officier assyrien, ou encore un babylonien de bonne famille — peut-être même un membre de la famille de Nabopolassar, le fondateur de l'empire néo-babylonien — envoyé en otage en Assyrie dans sa jeunesse,.
Sa mère Adad-guppi est mieux connue, car elle fait l'objet d'une pseudo-autobiographie connue par deux stèles datées du règne de son fils et provenant de Harran,. Elle dit être née la vingtième année du règne d'Assurbanipal, soit en 649. Elle porte un nom araméen (signifiant « Adad a sauvé », Hadad-ḥappī) et elle est originaire de la ville de Harran en Haute Mésopotamie. Elle est donc née à l'époque de l'empire néo-assyrien, dans une des villes les plus importantes de celui-ci, qui est un grand lieu de culte du dieu-lune Sin et sert à plusieurs reprises de résidence royale. Certains historiens ont fait d'Adad-guppi une princesse assyrienne ou une grande prêtresse du dieu Sin, mais cela est indémontrable.
Harran est le dernier lieu de résistance des Assyriens lorsque leur empire est détruit par les Babyloniens et les Mèdes, en 610. Par suite, le scénario suivant a été proposé. Adad-guppi est capturée par les Babyloniens et déportée à Babylone, où elle est attachée au palais royal comme d'autres membres des familles royales et des élites des pays vaincus. Nabû-balassu-iqbi est probablement déjà mort à ce moment, peut-être dans le conflit marquant la fin de l'empire assyrien (quel que soit le camp pour lequel il a combattu). Nabonide est déjà né, sans doute à Harran, et il est selon les inscriptions le fils unique du couple (ou du moins son seul fils survivant). C'est donc sa mère (qui ne se remarie apparemment pas) qui l'élève à la cour babylonienne, où elle parvient à avoir un statut important qui l'aide à appuyer la carrière de son fils.
Quoi qu'il en soit Nabonide est un personnage parfaitement intégré à l'élite de l'empire néo-babylonien, qui se forge en particulier durant le long règne de Nabuchodonosor II (605-562). Une de ses inscriptions indique qu'il a été au service de ce dernier, mais aussi à celui de son second successeur, Nériglissar (560-556). 
Des documents cunéiformes du règne de Nabuchodonosor permettent d'en savoir plus sur la carrière de Nabonide. En effet quelques uns font intervenir un personnage du même nom, qu'il est tentant d'identifier au futur roi (malgré la possibilité qu'il s'agisse d'un homonyme) car il dispose d'un statut important : il porte une fois le titre de « chef de ville », une autre celui d'« homme du prince héritier », écrit une lettre dans laquelle il donne des informations à l'administrateur en chef du grand temple de la déesse Ishtar à Uruk, l'Eanna, sur un ton impérieux, et est mentionné dans une lettre adressée à l'administrateur du grand temple du dieu Shamash à Sippar, l'Ebabbar, où il est mentionné qu'il donne des ordres de lever des troupes. Des archives non publiées provenant du palais de Babylone évoquent une « Maison de Nabonide », expression qui sert généralement à désigner le bureau d'un personnage éminent, gérant aussi bien ses affaires privées que publiques. S'il s'agit bien du même personnage, on peut en conclure que c'est un proche du roi, plutôt chargé de responsabilités militaires,,. 
Cela pourrait trouver confirmation dans le passage des Histoires d'Hérodote qui relate le conflit entre la Lydie et les Mèdes qui a lieu vers 585. Un babylonien nommé Labynetos est crédité d'avoir participé à la réconciliation des deux, manifestement pour le compte du roi de Babylone qui agit en intermédiaire, aux côtés d'un Cilicien qui est également un émissaire de son pays. Or quand Hérodote évoque Nabonide, il lui donne le nom de Labynetos. De ce fait, cela pourrait indiquer que Nabonide est un ambassadeur de Nabuchodonosor envoyé pour participer aux négociations de paix entre Lydiens et Mèdes.

## Déroulement du règne

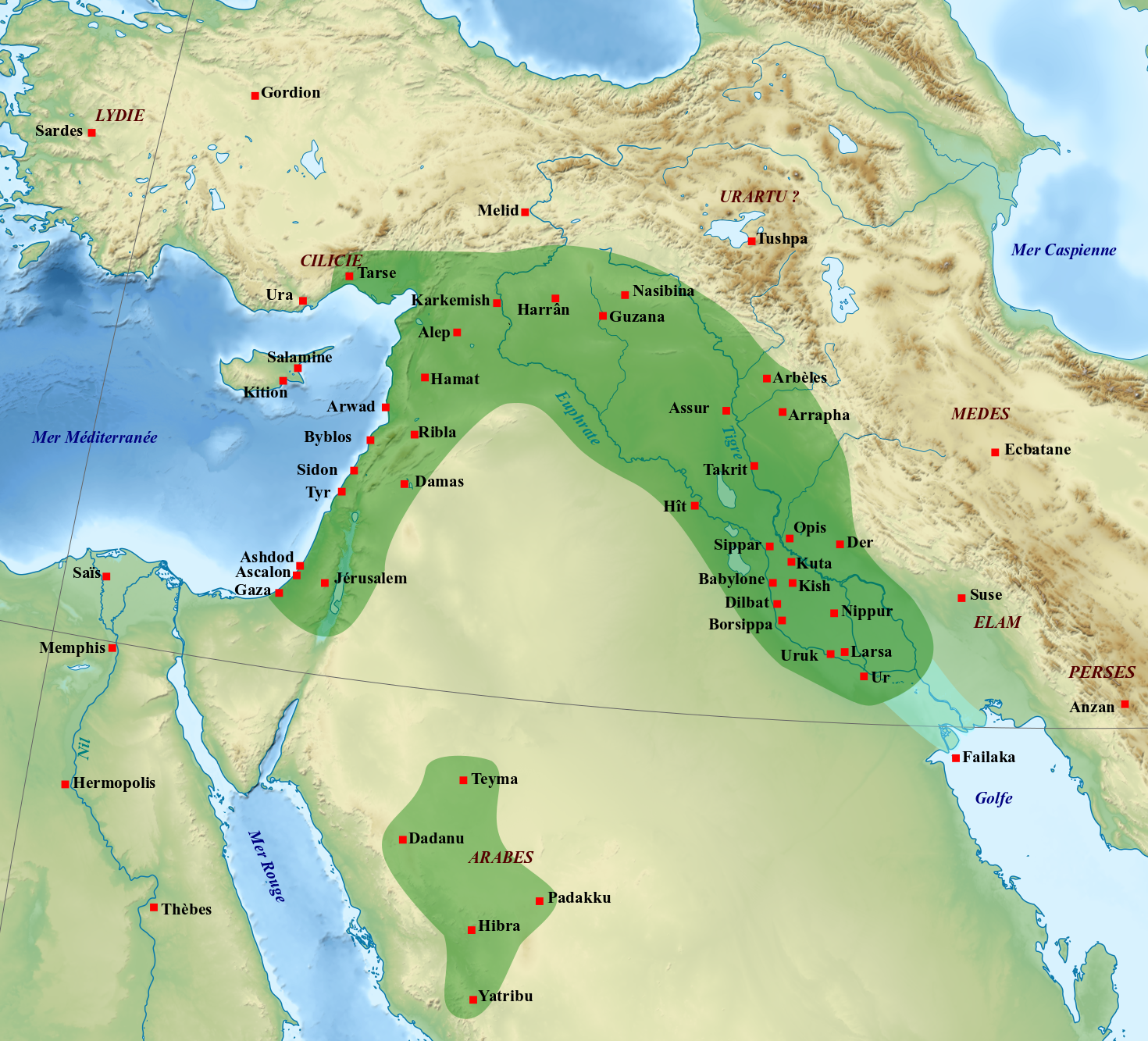
L'extension approximative de l'empire babylonien sous le règne de Nabonide.

### Prise de pouvoir (printemps 556)

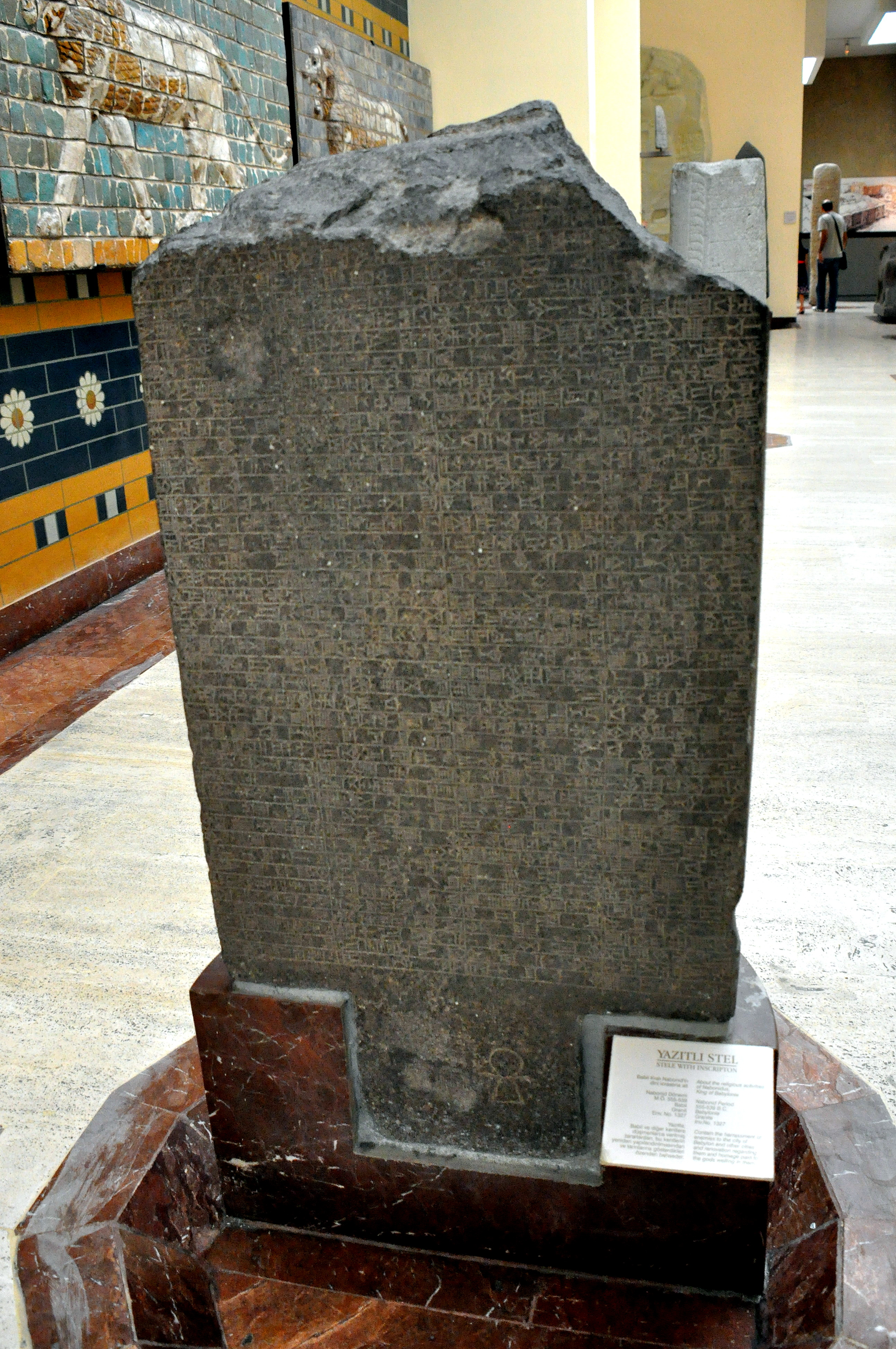
La stèle de Babylone, relatant notamment la montée sur le trône de Nabonide et les rêves confirmant sa légitimité. Musée de l'Orient ancien d'Istanbul.

La vie politique de l'empire néo-babylonien est particulièrement troublée après la mort de Nabuchodonosor en 562 : son fils Amel-Marduk est renversé en 560 par une conjuration de membres de l'élite impériale, qui porte Nériglissar, un chef tribal araméen marié à une fille de Nabuchodonosor. Il règne jusqu'en avril 556, quand il meurt et est remplacé par son fils Labashi-Marduk, qui n'est encore qu'un enfant,,.
Nabonide continue à exercer des fonctions de premier plan durant le règne de Nériglissar, même s'il est impossible de dire quel rôle il a joué dans la prise de pouvoir de celui-ci. Lorsque Labashi-Marduk monte sur le trône, il est probablement trop jeune pour exercer ses fonctions, et, selon ce que rapportent des inscriptions de Nabonide (biaisées) et Bérose, sa personnalité ne le rend pas apte à l'exercice du pouvoir. Quoi qu'il en soit, un complot se met en place pour le renverser et y parvient après à peine trois mois de règne. Nabonide est choisi pour régner,,. 
Nabonide affirme dans sa stèle de Harran qu'il « n'avait pas l'idée de la royauté au cœur,. » Il serait donc devenu roi malgré lui. Il a laissé un court récit de l'événement dans sa stèle de Babylone, dans laquelle il indique avoir été porté au pouvoir par les conjurés : « Ils (les conjurés) m'amenèrent jusqu'à l'intérieur du palais et tous se prosternèrent devant moi et embrassèrent mes pieds, en multipliant les bénédictions envers ma royauté. » Selon Bérose également Nabonide est intronisé après l'assassinat de Labashi-Marduk, sur décision des comploteurs,. La stèle de Babylone décrit ensuite un rêve de Nabonide, dans lequel il rencontre Nabuchodonosor qui le reconnaît comme son successeur, ainsi que différentes divinités qui l'appuient auprès du grand dieu Marduk. Ainsi sa royauté est légitimée.
En l'absence d'un récit plus détaillé du coup d’État, il est impossible de savoir comment il se met en place et pourquoi. Il est évident, en raison du complot qui a porté quatre ans plus tôt Nériglissar au pouvoir, que des factions existent à la cour et que la violence est employée. Bel-shar-usur (Balthazar), le fils aîné de Nabonide, est peut-être le chef des conjurés. Il est alors déjà un homme mûr, au rôle majeur à la cour et dans la vie politique de l'empire. En plaçant sur le trône son père, homme d’État expérimenté, au rôle important et sans doute respecté, mais âgé d'une soixantaine d'années et qui n'a jamais envisagé d'exercer la fonction royale, il espérait sans doute jouer un rôle majeur et lui succéder rapidement,,. 
La prosopographie de l'élite néo-babylonienne ne semble pas indiquer qu'il y ait eu une purge importante à ce moment. Les comploteurs devaient être des membres importants de la cour, en place sous Nériglissar et sans doute dès les dernières années de règne de Nabuchodonosor, qui constituent ensuite le cercle proche de Nabonide, au moins au début de son règne.

### Les premières années (556-554)
Une fois parvenu au pouvoir, Nabonide entreprend une reprise en main de l'administration de la Babylonie : il remplace les administrateurs des temples d'Uruk et de Sippar par des hommes qui lui sont fidèles, et place leur administration sous un contrôle plus étroit, dans le but de mieux capter leurs ressources agricoles. Son action s'étend aussi au culte, puisqu'il tente d'harmoniser les pratiques des sanctuaires de Babylonie sur le modèle fourni par l'Esagil, le grand temple de Babylone. C'est dans ce contexte qu'il entreprend au printemps 555 une tournée dans le sud de la Babylonie, qui le voit passer par Ur, Uruk, Larsa et Kesh. En faisant cela, il s'inscrit dans la continuité de ses prédécesseurs, qui avaient pris des mesures pour renforcer le contrôle du pouvoir royal sur les villes et les temples des provinces babyloniennes,. Il engage aussi d'importants travaux dans le temple de Sippar, dédié au dieu-soleil, en 555-554. En 554, il consacre sa fille En-nigaldi-Nanna grande prêtresse du dieu-lune à Ur, ce qui peut être vu comme une première affirmation de sa personnalité car il réactive une tradition disparue depuis plus d'un millénaire et ignorée par ses prédécesseurs directs,.
La Chronique de Nabonide rapporte plusieurs campagnes militaires de Nabonide dans ses premières années de règne, mais elle est trop fragmentaire pour permettre une compréhension plus précise des événements. Dès sa première année de règne (556/555), il se rend en Cilicie, où Nériglissar avait mené campagne en 557, contre la cité de Hume. L'état de préservation de la chronique ne permet pas d'y restituer l'issue des combats, mais puisque la stèle de Babylone rapporte la donation de 2 850 captifs de guerre aux dieux Marduk, Nabû et Nergal lors de la fête du Nouvel An suivante (en 555 ou 554), les Babyloniens ont dû y remporter une victoire,. La chronique rapporte d'autres expéditions. D'abord contre Hamath en Syrie, en 554. Puis contre Ammananu, cité située dans la Bekaa ou l'anti-Liban, en 553 (qui apparaît aussi dans la Chronique royale). À l'issue de celle-ci il est immobilisé dans la région par une maladie, puis, une fois remis, il soumet le pays d'Edom, en Transjordanie,.

### Une décennie en Arabie (553-543)
Fin 553-début 552, après sa campagne au Levant, Nabonide n'est peut-être pas revenu en Babylonie. C'est en tout cas à ce moment qu'il dirige ses troupes vers le nord de l'Arabie, notamment la cité de Tayma. Selon le Pamphlet contre Nabonide, qui lui est hostile, « il tua le roi de Tayma, il égorgea les troupeaux des habitants de la ville et du pays. Et lui, il fit de la ville de Tayma sa résidence, l'armée royale étant avec lui. Il distingua la ville, il y fit son palais, semblable au palais de Babylone. » Dans sa stèle de Harran, Nabonide rapporte que « pendant dix ans j'ai parcouru les routes entre Tayma, Dadanu, Hibra, Yadihu et jusqu'à Yatribu, sans plus entrer dans Babylone, ma capitale. » Les fouilles conduites à Tayma ont mis au jour des objets de la période, dont des tablettes cunéiformes, et des inscriptions de Nabonide ont été identifiées à al-Hayit, l'ancienne Padakku. Il n'y a quasiment pas d'information sur son séjour en Arabie, donc on ne sait pas exactement ce qu'il y a fait. Pendant que Nabonide est en Arabie, son fils Bel-shar-usur assure la régence en Babylonie et apparaît à ce titre dans les archives des temples, son nom figurant aux côtés de celui de son père. En revanche, seul le nom de ce dernier apparaît dans les inscriptions officielles de l'époque. La Chronique de Nabonide ne manque pas de souligner cette absence du roi, et le fait que cela empêche la tenue de la fête du Nouvel An. Nabonide reste en contact avec la Babylonie, puisqu'on lui expédie depuis Uruk la part des offrandes à laquelle il a droit en raison de son statut,,,.
Les historiens ont beaucoup débattu sur la raison de ce long séjour loin de la Babylonie. Il est vu comme une manifestation évidente de la personnalité atypique et excentrique de Nabonide. Selon les explications qu'il apporte lui-même sur la stèle de Harran, il est parti de Babylonie parce que les gens de ce pays avaient fauté contre le dieu Sin. Le dieu demanda donc au roi de quitter la région pendant qu'il punissait les gens de Babylonie par des épidémies et une famine. Les opposants à Nabonide qui ont rédigé le Pamphlet contre Nabonide, la Chronique de Nabonide et le Cylindre de Cyrus mettent cela sur le compte de l'impiété du roi envers Marduk, voire de sa folie, l'absence prolongée de Nabonide empêchant la tenue de la fête du Nouvel An qui est pourtant nécessaire à la prospérité du royaume,. 
Les historiens quant à eux ont proposé plusieurs explications. Il se pourrait que Nabonide ait été éloigné par son fils Bel-shar-usur, qui est considéré comme l'instigateur de sa montée sur le trône, mais n'aurait pas supporté de voir son père exercer le pouvoir de manière autonome. Il n'y a pourtant aucune signe d'une opposition à son père, et il ne fait pas obstacle à son retour et au rétablissement de son pouvoir. Une autre explication possible est religieuse : Nabonide serait parti à Tayma parce qu'il s'agirait d'un lieu de culte du dieu-lune Sin, sa divinité favorite. Mais en fait, le dieu-lune n'est pas l'une des principales divinités de cette cité. D'autres interprétations soulignent l'importance qu'ont prises les cités caravanières arabes à cette période, devenant d'importants centres commerciaux, sur lesquels il était donc intéressant de mettre la main. Il est possible que Nabonide ait envisagé d'étendre son empire dans cette direction, jusqu'alors peu explorée par les rois mésopotamiens,.

### Le retour et la menace perse (543-540)
Nabonide revient à Babylone à l'automne 543, mettant fin à la régence de Bel-shar-usur et reprenant en main les affaires de Babylonie. L'équipe dirigeante du temple d'Uruk est changée à ce moment-là, ce qui ne doit pas être une coïncidence. C'est aussi de cette période que datent les éléments les plus probants en faveur de la dévotion du roi envers le dieu-lune Sin, qu'il semble vouloir élever au statut suprême à la place de Marduk (voir plus bas). Il reconstruit son temple à Harran, ville d'origine de sa mère, autour de 540,. Nabonide entreprend également des travaux dans le grand temple du dieu-lune à Ur, en 539.
Les raisons du retour de Nabonide semblent surtout s'expliquer par des évolutions extérieures. Il est certes possible qu'une famine ait frappé la Babylonie en 545-544 (Nabonide disant dans une de ses inscriptions qu'il s'agit d'une punition divine, ce qui lui sert à justifier son départ en Arabie) et aurait rendu la situation intérieure précaire,. Il est en tout cas incontestable que cette période est marquée par un contexte géopolitique de plus en plus périlleux pour Babylone, et qui pourrait être la raison de la fin de son séjour arabique. En effet en 550-549, pendant qu'il réside loin de ses bases, le royaume mède dirigé par Astyage, qui domine les régions situées à l'est de l'empire babylonien, est renversé par les Perses de Cyrus II. Cet événement est évoqué par Nabonide dans ses inscriptions, dont le cylindre de Sippar. Selon ce qu'il rapporte, les Mèdes occupaient la région de Harran et empêchaient ses projets de restauration du grand temple local (ce qui est douteux en raison de l'absence d'autres sources sur une présence mède dans cette région). S'il a pu voir ce changement de pouvoir d'un bon œil dans un premier temps, Nabonide a probablement vite déchanté puisque dès 547 Cyrus s'empare du royaume de Lydie dirigé par Crésus, qui domine la partie occidentale de l'Asie mineure. Bel-shar-usur est absent de la Babylonie à ce moment, ce qui pourrait indiquer qu'il s'est rapproché du théâtre de ce conflit. Quoi qu'il en soit, Cyrus constitue en quelques années un empire allant de l'Asie centrale à l’Égée, menaçant l'empire babylonien sur toute sa frontière nord et est,.

## Exercice et idéologie du pouvoir

### Le roi et sa famille
Le pouvoir des rois babyloniens étant très personnalisé, leur famille joue un grand rôle dans la vie politique du royaume.
Si le père de Nabonide, Nabû-balassu-iqbi, n'est quasiment pas connu et semble être mort bien avant sa montée sur le trône, en revanche sa mère Adad-guppi est encore vivante lorsqu'il monte sur le trône, alors qu'elle est nonagénaire si l'on se fie à sa pseudo-autobiographie. Elle a sans doute joué un rôle important dans l'ascension de son fils. Elle est apparemment un personnage en vue à la cour des premiers rois néo-babyloniens, et son autobiographie insiste sur sa loyauté envers ceux-ci, puisqu'elle prétend avoir pris en charge leur culte funéraire alors que leurs propres descendants le délaissaient,. Elle meurt le 6 avril 647, comme rapporté dans la Chronique de Nabonide, ce qui en dit long sur son importance puisque normalement les membres de la famille royale ne sont pas mentionnés dans ce type de source. Elle a plus de 100 ans et est arrière-arrière grand-mère, ce qui est exceptionnel pour l'époque. Le roi est alors en Arabie et ne s'est probablement pas rendu en Babylonie pour ses funérailles, qui ont dû être accomplies par Bel-shar-usur. Sa pseudo-autobiographie est gravée sur deux stèles à Harran, sa ville de naissance, lorsque Nabonide restaure le grand sanctuaire, chantier qui n'aurait sans doute pas eu lieu sans le lien qu'entretenait Adad-guppi avec la ville, son temple et son dieu, dont elle a été une dévote.
Aucun frère ou sœur de Nabonide n'est connu. L'autobiographie d'Adad-guppi semble impliquer qu'il est fils unique, ou du moins qu'il est le seul enfant de sa mère à avoir atteint l'âge adulte. Son épouse n'est pas connue non plus.

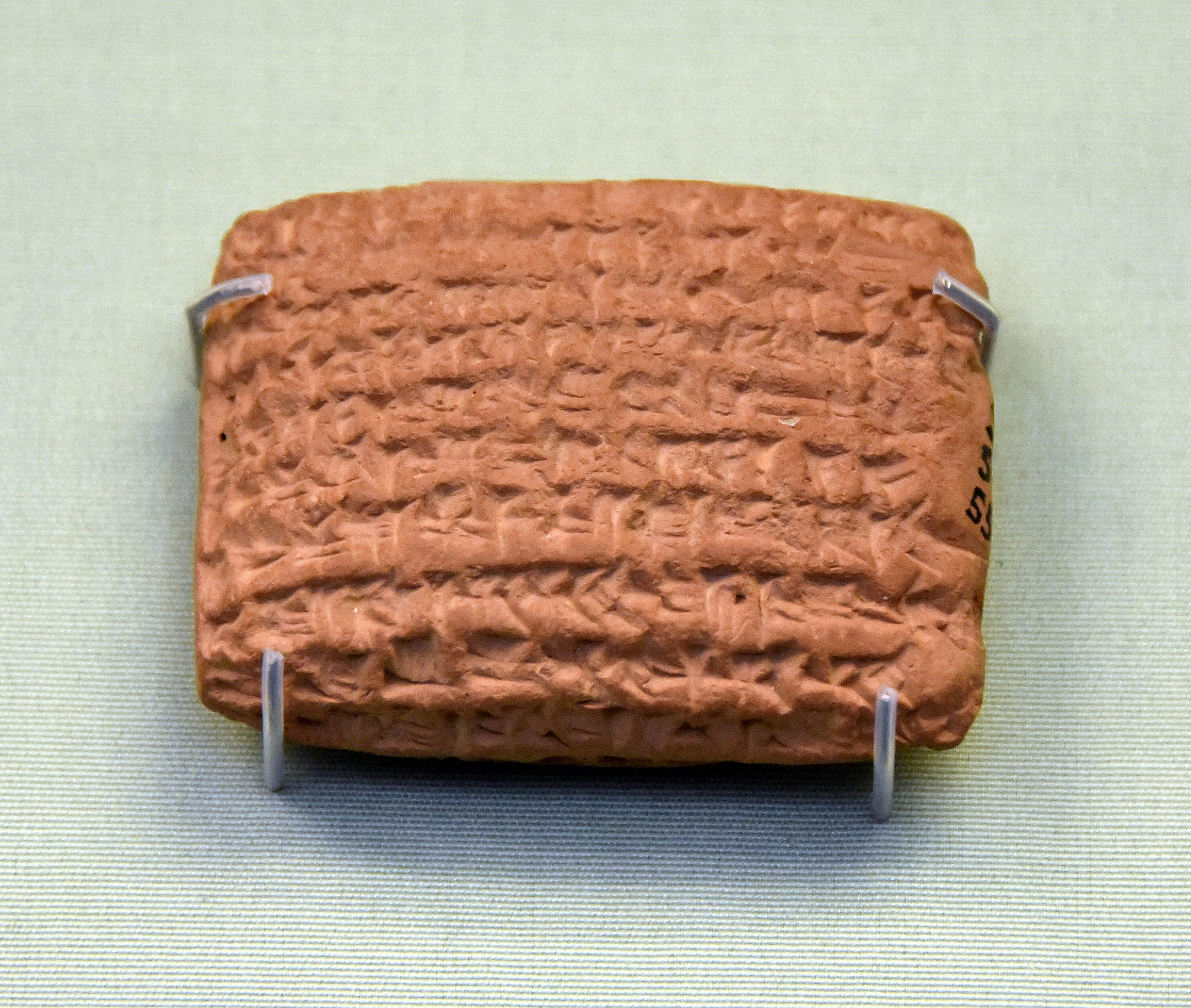
Tablette de Borsippa datée de 545 av. J.-C. mentionnant un esclave du prince héritier Bel-sharru-usur/Balthasar. British Museum.

Parmi les enfants connus de Nabonide, le plus important est son fils Bel-shar-usur, prince héritier (le « Balthazar » de la Bible, qui en a fait un roi de Babylone). Il est souvent avancé qu'il ait joué un rôle important dans le coup d’État qui porte son père au pouvoir, mais cela reste conjectural car il n'est pas attesté avant ce moment. Ce qui est sûr, c'est qu'une fois qu'il est devenu prince héritier il acquiert un pouvoir considérable et de grandes richesses, peut-être en devenant le possesseur des domaines ayant auparavant appartenu au roi déchu Labashi-Marduk, et à son père Nériglissar avant lui. En tant que prince héritier, il est souvent associé à son père, est impliqué dans les affaires cultuelles, dispose d'un corps de troupes. Lorsque Nabonide est en Arabie, Bel-shar-usur devient régent de la Babylonie. Le rapport qu'il entretient avec son père a été discuté : il a pu être proposé qu'il ait fait monter celui-ci sur le trône dans l'espoir de lui succéder rapidement, mais qu'il aurait peu apprécié le voir prendre son autonomie et qu'il aurait contribué à son départ en Arabie. Mais rien n'indique qu'il ait été un opposant à son père. Lorsqu'il est régent, il dirige les affaires courantes de l'administration et semble même avoir dirigé l'armée en personne lors d'une campagne. Mais il ne cherche pas à évincer son père du pouvoir puisqu'il ne prend jamais le titre royal mais reste connu comme le « fils du roi », et ne dirige pas le rituel du Nouvel An, qui ne peut avoir lieu qu'avec la participation du souverain. Le contact est maintenu avec le roi, qui reste probablement le décideur des affaires les plus importantes. Une fois son père revenu en Babylonie en 543, il lui restitue la direction de la Babylonie et apparaît peu dans la documentation, peut-être parce qu'il est chargé de missions militaires hors du cœur de l'empire,.
L'autre enfant de Nabonide qui est bien connu par les sources est sa fille qui est faite grande prêtresse (entu) du dieu Sîn à Ur en 554, événement rapporté dans deux inscriptions et la Chronique royale. Selon le récit de Nabonide, cela survient après une éclipse de Lune, interprétée par ses astrologues comme un signe adressé par le dieu-lune pour que le roi lui consacre une grande prêtresse comme cela se faisait au temps des premières dynasties mésopotamiennes (cette pratique n'est plus attestée depuis le XIXe siècle av. J.-C.). Cela renvoie donc à la volonté de Nabonide de s'ancrer dans le passé lointain de son pays, qu'il manifeste à plusieurs reprises durant son règne (voir plus bas). Il faut alors effectuer des recherches pour savoir comment cette fonction est exercée, et notamment construire un bâtiment consacré à cette fonction, appelé Giparu, car l'ancien a disparu depuis longtemps. Cela s'accompagne plus largement d'une réforme du culte d'Ur, qui bénéficie sans doute à partir de ce moment de plus de largesses royales que par le passé. La princesse choisie reçoit alors un nouveau nom, en sumérien, sur le modèle des grandes prêtresses du passé, En-nigaldi-Nanna (« Prêtresse réclamée par Sîn »), et son nom de naissance n'est pas connu. Elle n'est pas attestée dans les sources du quotidien,.
D'autres enfants de Nabonide sont connus par quelques sources, qui n'en disent pas long sur leur rôle. Une fille nommée Ina-Esagil-rishat apparaît dans trois textes de Sippar qui indiquent qu'elle a des domaines fonciers dans cette partie de la Babylonie et offre en dîme au dieu Shamash un récipient en argent. Il est possible qu'elle soit une grande prêtresse de cette divinité. Il a également été proposé qu'un des textes de Sippar évoque une autre fille de Nabonide nommée Akkabu'unma,, mais cela semble résulter d'une erreur de lecture d'une tablette. L'autre enfant de Nabonide attesté avec certitude est son fils nommé Itti-Shamash-balatu, qui apparaît dans un texte mentionnant sa donation de deux domaines agricoles à Ishtar d'Uruk.

### Constructions

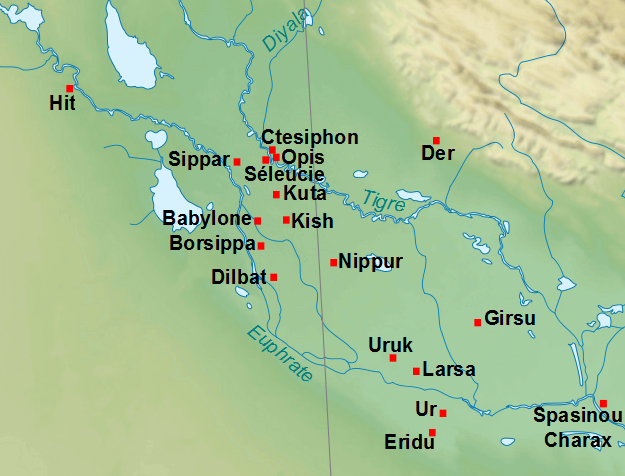
Localisation des principales villes de la Babylonie récente.

Les inscriptions commémoratives laissées par Nabonide concernent principalement des travaux de construction entrepris dans des sanctuaires de Babylonie, qui sont des restaurations plus ou moins complètes de bâtiments déjà existants, ainsi que quelques constructions nouvelles. Les inscriptions du roi insistent à plusieurs reprises sur le fait qu'il a demandé à ses ouvriers ainsi qu'à des érudits de rechercher les fondations des édifices antérieurs, afin de retrouver les inscriptions des rois du passé qui les avaient érigé et surtout leur plan originel, qu'il fallait suivre pour la restauration car c'était de cette manière que les divinités avaient souhaité qu'ils soient construits. Cela pouvait être confirmé par la divination, procédure évoquée dans plusieurs inscriptions. Ces différents projets sont également mentionnés dans les textes historico-littéraires le concernant, ainsi que des textes d'archives. Leur chronologie exacte n'est pas connue, mais la datation des principaux chantiers est à peu près certaine
,,. 

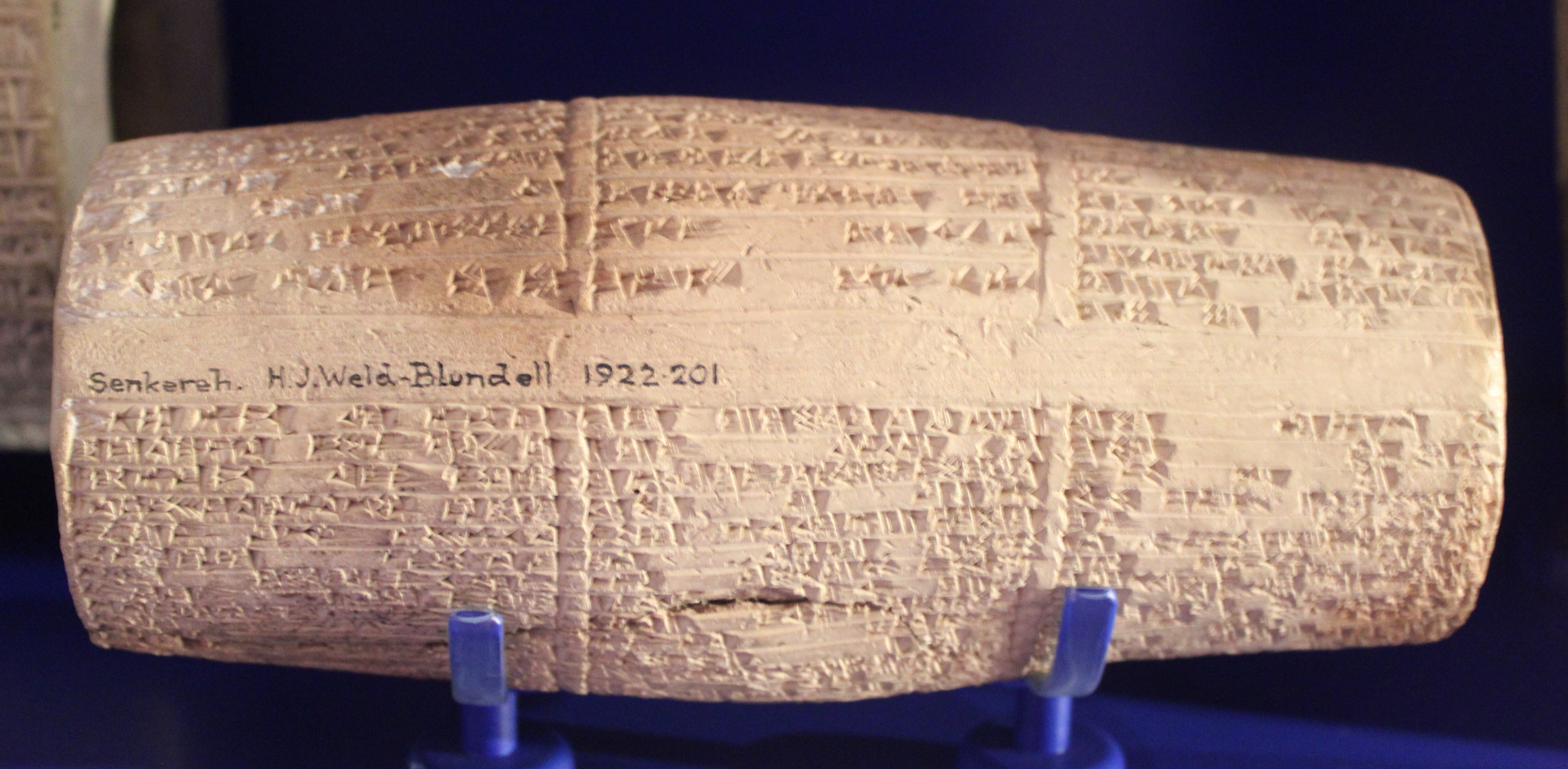
Cylindre en terre cuite de Nabonide commémorant la restauration de la ziggurat du dieu-soleil Shamash à Sippar (ou à Larsa ?). Ashmolean Museum.

Les projets connus concernent principalement Babylone et Sippar. Dans la capitale, déjà significativement embellie par Nabuchodonosor II, il fait procéder à des travaux sur les murailles, dans le sanctuaire de Marduk et celui d'Ishtar d'Akkad. La restauration de l'Ebabbar de Sippar, temple du dieu-soleil Shamash, est chronologiquement le premier chantier majeur qu'il entreprend, dans sa deuxième année de règne. Il l'explique par le fait que les travaux entrepris par Nabuchodonosor une quarantaine d'années auparavant n'avaient pas suffisamment consolidé l'édifice et n'avaient pas suivi le plan voulu par les dieux, ce qui avait causé une dégradation rapide du temple. Plus tard dans son règne il restaure également sa ziggurat Ekunankuga ainsi que le temple du « vizir » du dieu-soleil, Bunene. Il restaure également le temple du dieu-soleil à Larsa, également nommé Ebabbar, là encore selon lui parce qu'ils avaient mal été reconstruits. Ur, la ville du dieu-lune Sîn, en déclin jusqu'alors, fait également l'objet de ses attentions : il y rénove la ziggurat Elugalgalgasisa, le temple de la déesse Ningal (parèdre de Sîn), et construit la résidence de sa fille lorsqu'elle y est nommée grande prêtresse, l'Egipar. Parmi ses autres chantiers importants connus dans des temples : des travaux de rénovations des murs d'enceinte et de la voie processionnelle du temple de Nabû à Borsippa, l'Ezida ; la restauration du temple d'Ishtar d'Akkad à Akkad, l'Eulmash, où il dit avoir passé trois années à repérer les fondations originelles, ce que n'étaient pas parvenus à faire les précédents restaurateurs de l'édifice ; à Marad il restaure le sanctuaire du dieu local, Lugal-Marda ; à Dilbat il restaure le temple de la fête-akitu locale, consacré au dieu Urash ; à Sippar d'Annunitu il rénove le temple de la déesse Annunitu. Il entreprend aussi la restauration des murailles de Kutha et de Kish.
Hors de Babylonie, son plus important chantier connu par des inscriptions est la reconstruction de l'Ehulhul, le temple du dieu Sîn à Harran. Le Pamphlet contre Nabonide évoque également la construction d'un palais royal à Tayma, qu'il dit semblable à celui de Babylone, mais dont aucune trace n'a été identifiée sur place.

### Mesures administratives
La mise en place de l'empire néo-babylonien, en particulier sous le règne de Nabuchodonosor II, a vu un renforcement de l'autorité royale sur les pouvoirs locaux de la Babylonie, en particulier les temples, qui jouent un rôle crucial dans l'administration et l'économie locales, et les élites urbaines qui y occupent les postes administratifs et cultuels les plus importants. L'action administrative de Nabonide s'inscrit dans ce contexte, au moins dans la première partie de son règne. En ce sens, il est possible que s'il a effectivement fait face à une opposition durant son règne comme l'impliquent les sources postérieures à celui-ci qui le dépeignent sous un jour négatif, elle ne serait pas forcément liée à ses mesures religieuses qui auraient froissé le clergé comme le veut l'interprétation traditionnelle, mais plutôt à son action centralisatrice qui a réduit l'influence des familles des élites provinciales, en particulier sur les ressources économiques des sanctuaires,.
Les archives de l'Eanna, temple de la déesse d'Ishtar à Uruk, indiquent que le sanctuaire connaît plusieurs réformes qui concernent sa gestion, dans les années 555-554. Son équipe dirigeante est remaniée, Nabonide nommant des hommes à lui (« fidèle du roi », ša reš šarri), Nabû-sha-usur comme chef de l'administration du temple et Gabbi-ili-shar-usur comme trésorier, après l'éviction de son administrateur en chef Baniya. Un autre personnage important de l'administration du temple, Nabû-ahhe-bullit, est également remplacé à la suite d'une affaire qui a révélé qu'il avait à son service personnel des esclaves appartenant au temple. Cet ensemble de réforme a donc pu être motivé par la volonté de mieux surveiller la bonne utilisation des biens du temple. De fait cela s'accompagne ensuite de différentes mesures visant à réformer la gestion des ressources du temple et l'exercice du culte. On met notamment en place un nouveau système de concession des terres du sanctuaire, surnommé par les historiens « ferme générale », permettant à des familles d'entrepreneurs d'avoir accès aux champs du temple qu'ils exploitent avec leurs propres moyens, contre versement d'une redevance.
Nabonide s'appuie notamment sur l'Esagil, le temple du grand dieu Marduk de Babylone, érigé en institution centralisatrice pour le culte, et modèle pour les autres sanctuaires. Les administrateurs de l'Eanna se voient ainsi ordonner d'aligner leurs pratiques rituelles sur celles de l'Esagil et de l'Ezida (le temple de Nabû à Borsippa), et dans une lettre c'est même un représentant de l'Esagil qui leur donne des instructions sur la règlementation du travail des artisans chargés de fabriquer les offrandes précieuses,. Lors de sa régence, en 549, le prince héritier Bel-shar-usur adresse aux temples de Babylone un texte d'instructions (surnommé « Édit de Bel-shar-usur ») dans lequel il détaille le régime de gestion des domaines de l'Esagil, dans le but qu'il leur serve de modèle,.

### Politique impériale
En l'état actuel des connaissances, rien n'indique que les rois néo-babyloniens aient tenté de constituer une administration provinciale bien organisée au-delà de la Babylonie, comme l'avaient fait les rois néo-assyriens. Il y a peu de traces de leur présence en Haute Mésopotamie et au Levant. Néanmoins Nabonide se singularise une nouvelle fois : ses conquêtes en Arabie où il séjourne une dizaine d'années ainsi que ses travaux à Harran indiquent peut-être une volonté de mieux intégrer ces régions dans la structure impériale. Il n'y a pour autant pas de trace de la mise en place d'une administration impériale dans ces régions sur le modèle de ce que faisaient les rois néo-assyriens. Les monuments laissés par Nabonide pourraient simplement être une manière de marquer les territoires conquis.
Les explications actuelles sur la conquête de l'Arabie et sa présence prolongée sur place mettent en avant leurs aspects économiques et impériaux, plutôt que religieux comme par le passé. En mettant la main sur les cités caravanières du nord-ouest de l'Arabie, Nabonide intégrait dans l'empire babylonien une région en plein essor, où il pouvait s'approvisionner en produits demandés tels que l'encens et d'autres aromates, ainsi que de l'or. Bien que les sources à propos de ce séjour évoquent la construction d'un palais, les fouilles qui ont eu lieu dans la région n'ont néanmoins pas trouvé beaucoup de traces de la présence babylonienne : des inscriptions de Nabonide sur stèles fragmentaires à Tayma et sur rocher à al-Hayit (Padakku), et quelques graffitis en alphabet nord-arabique laissés par des personnes associées à l'armée babylonienne.
Avant son expédition arabique, Nabonide a été actif au Levant, notamment au pays d'Edom en Transjordanie, où il a laissé, sur un rocher à Sela (Jordanie), une inscription avec un relief le représenté. Celle-ci est trop mal conservée pour être bien comprise, mais elle conforte l'idée que Nabonide avait fait de cette partie de l'empire une priorité. Ses entreprises militaires au Levant méridional et en Arabie peuvent aussi être une tentative de trouver une autre voie d'expansion, vers le sud, alors que la progression babylonienne est en train d'être bloquée vers le nord par les conquêtes perses.
Une autre spécificité de la politique impériale de Nabonide est son rapport avec l'empire néo-assyrien : manifestement lié à l'élite de cet empire par sa mère, il n'hésite pas à se présenter comme un successeur des rois néo-assyriens (une inscription les présente comme ses « ancêtres royaux ») et à s'inspirer de leur titulature par moments, alors que les rois néo-babyloniens s'étaient distanciés de l'idéologie impériale assyrienne et ne faisaient pas référence à l'Assyrie (sauf Nabopolassar pour évoquer sa destruction). En choisissant de reprendre le modèle assyrien, fortement marqué par ses ambitions de domination universelle, Nabonide cherchait peut-être à assumer pleinement le rôle de puissance hégémonique sur le Moyen-Orient, là où les inscriptions de ses prédécesseurs faisaient surtout référence à Babylone et à la Babylonie et s'intéressaient peu au reste de leur empire. L'intérêt de Nabonide pour l'empire d'Akkad, modèle de l'empire conquérant pour la tradition mésopotamienne, pourrait également s'expliquer par sa volonté de construire à son tour un empire universel.

### Les images du roi
Plusieurs représentations du roi Nabonide sont connues, sur des stèles dont elles occupent la partie supérieure, de forme cintrée, provenant de Babylone et de Larsa en Babylonie, de Harran en Haute Mésopotamie ainsi que de Tayma en Arabie, et sur des rochers, à Sela en Jordanie et à al-Hayit en Arabie. Elles sont plus ou moins bien préservées selon les cas, mais adoptent la même manière de représenter le roi. Il est de profil, 
avec une main levée en signe de prière et une autre qui tient un grand bâton ou sceptre. Il porte le costume traditionnel des rois babyloniens, à savoir une longue tunique et un chapeau conique. Devant lui sont représentés des symboles des divinités astrales mésopotamiennes : le croissant de lune du dieu Sîn, le soleil ailé du dieu Shamash et l'étoile Vénus de la déesse Ishtar ; le relief d'al-Hayit en ajoute un quatrième, en forme de U ou d'omega, pour une divinité arabe,,.

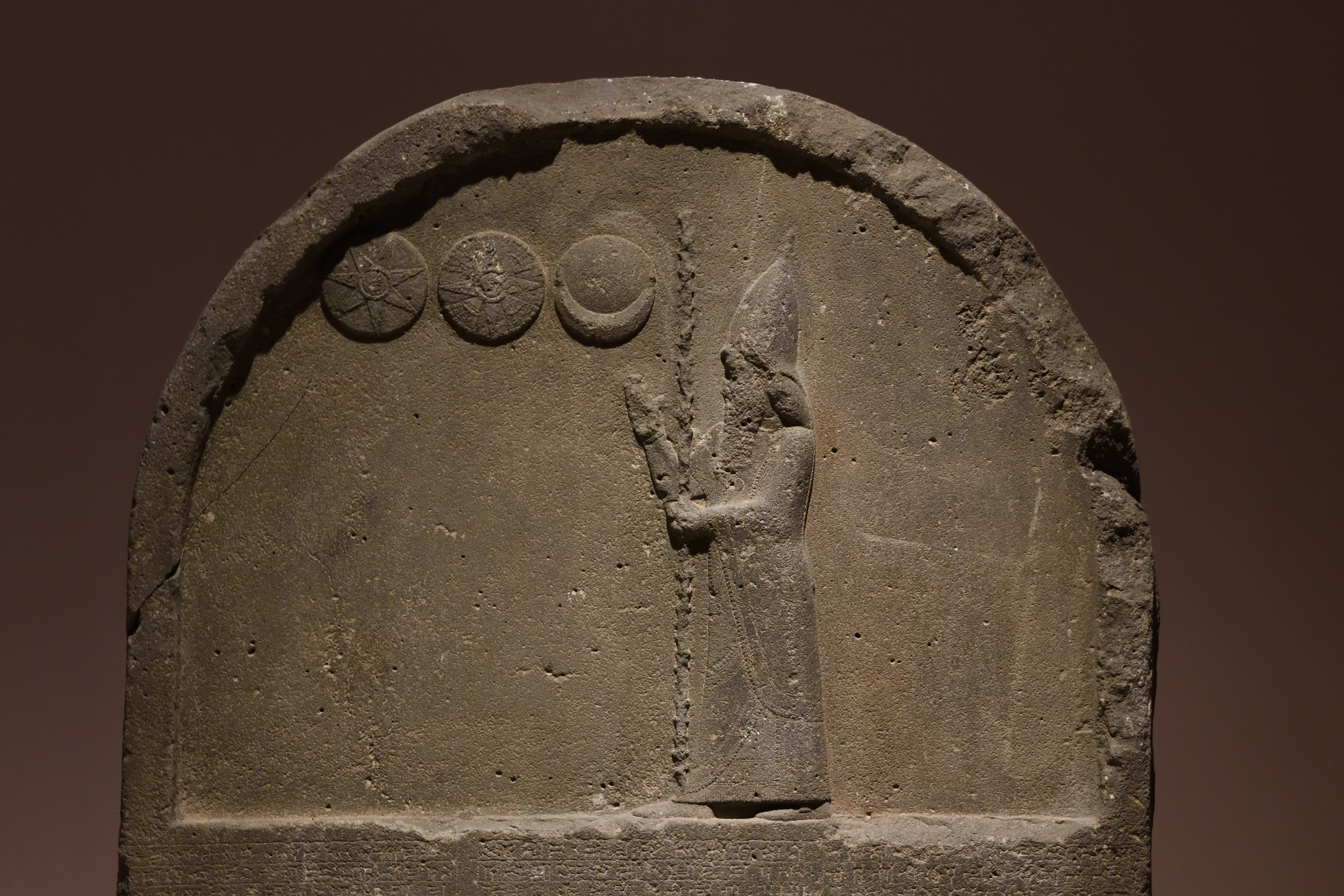
Le relief d'une des stèles de Harran. Musée d'Urfa.
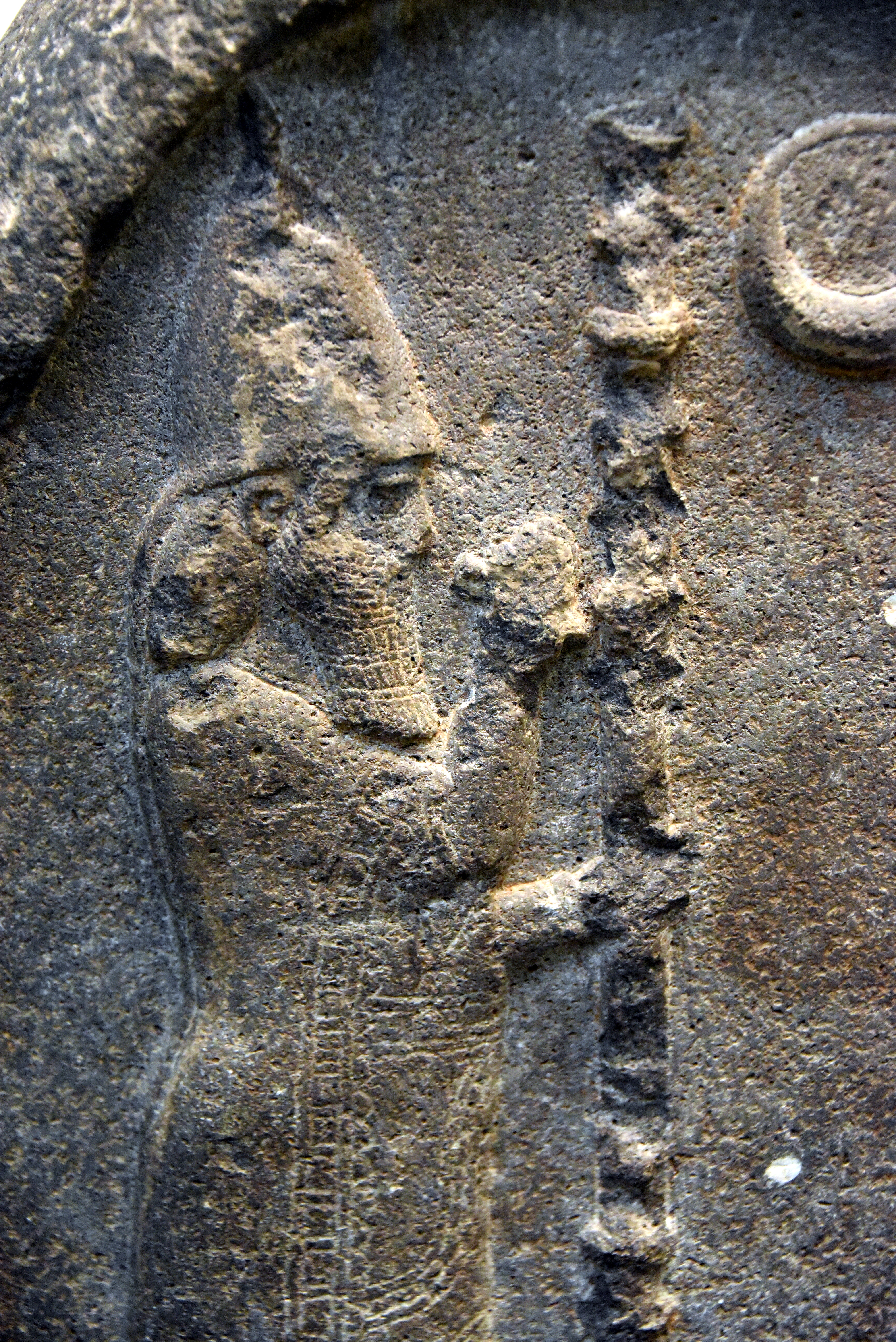
Nabonide sur la stèle de Babylone. British Museum.
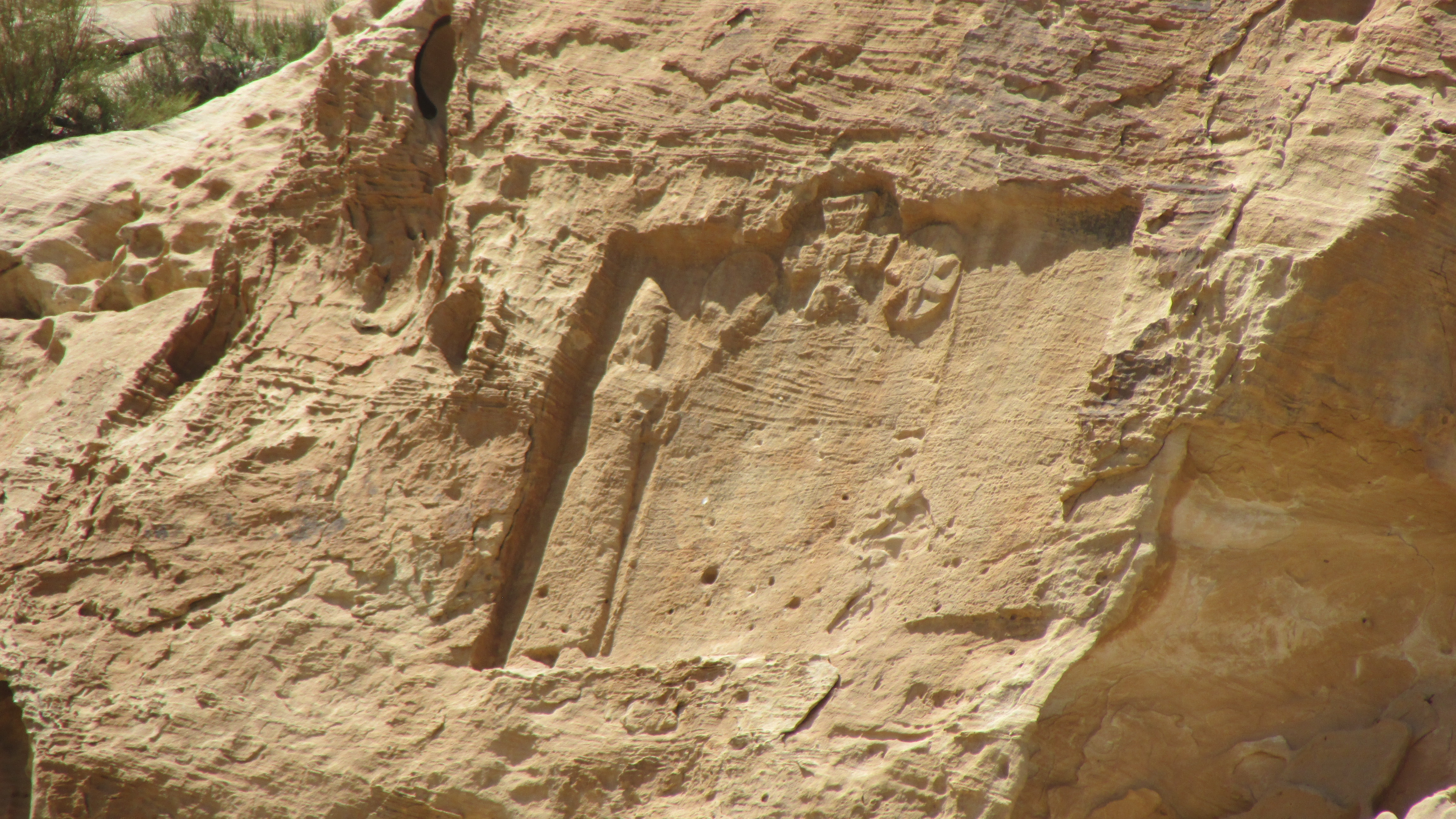
Le bas-relief et l'inscription de Sela en Jordanie.

### Un roi hérétique?

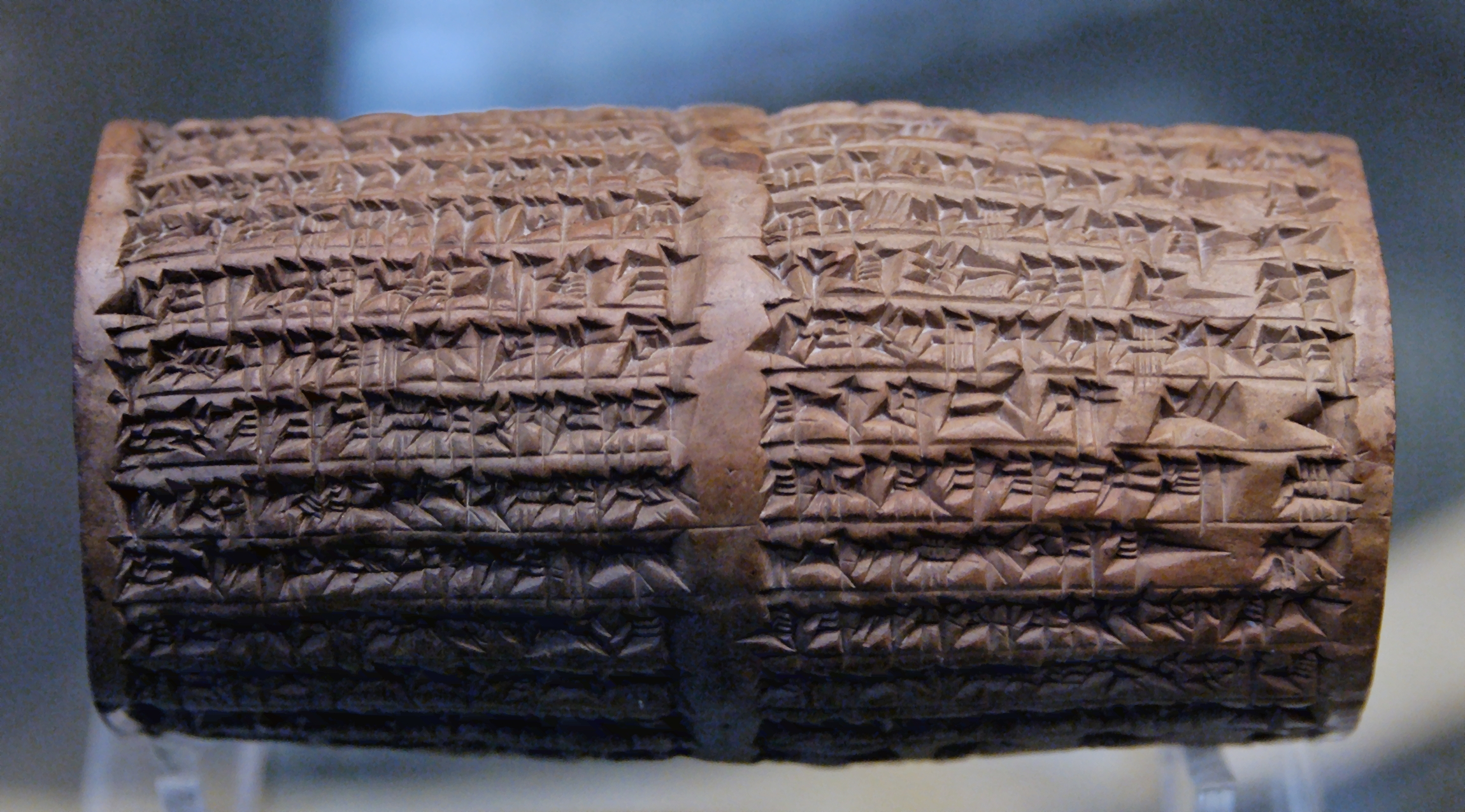
Cylindre en terre cuite de Nabonide, évoquant la restauration du temple de Sîn à Ur, British Museum

La politique religieuse de Nabonide a particulièrement attiré l'attention, puisque l'on considère généralement qu'il a tenté d'élever le dieu-lune Sin au rang de dieu suprême, en lieu et place du grand dieu babylonien Marduk. Cette réforme aurait eu lieu après son retour d'Arabie en 543. Elle se serait manifestée par la reconstruction du temple du dieu-lune à Harran, l'Ehulhul, et également de sa ziggurat à Ur,,. Cette « exaltation » de Sin ressort dans les inscriptions qui accompagnent ces reconstructions. Une inscription d'Ur le désigne comme le « seigneur des dieux du ciel et de la terre, le roi des dieux, de dieu des dieux, celui qui réside au sommet du ciel. » La stèle de Harran donne au dieu-lune les premiers rôles dans les affaires du royaume : il est le plus grand des dieux et leur maître, mais les gens de Babylonie le négligent, provoquent sa colère et attirent des malheurs sur le pays, provoquant l'exil de Nabonide en Arabie, qui est conquise grâce à l'appui du dieu. La reconstruction du sanctuaire, faite avec l'aide des autres dieux et de nombreux pays, scelle la réconciliation avec le dieu.

« Toi aux ordres de qui obéissent pour l'éternité tous les dieux et les déesses résidant au ciel, toi le Luminaire-Nannaru, leur géniteur, dont ils accomplissent les commandements, toi qui concentres tous les pouvoirs célestes et terrestres, toi sans l'ordre auguste de qui, ce que tu prononces tous les jours dans le ciel, aucun pays n'est vraiment bien établi et aucune lumière ne lui est vraiment dispensée ! »

— L'exaltation de Sin dans un passage de la stèle de Harran.
Cela est évoqué dans le Pamphlet contre Nabonide et le Cylindre de Cyrus, produits du clergé de Marduk qui éprouvait manifestement une grande rancœur envers son ancien roi tout en cherchant à plaire au nouveau : la reconstruction de l'Ehulhul de Harran est vue comme une tentative de remplacer le grand temple de Babylone, l'Esagil, et un acte impie, une transgression contraire aux rites établis.
Des voix se sont néanmoins élevées contre cette interprétation dominante. Il a été souligné que le Pamphlet et le Cylindre sont des textes biaisés, écrits après la chute de Babylone, qui ne sont pas forcément fiables pour reconstituer la politique religieuse de Nabonide, présenté comme un roi fou et impie, voué à sa perte par sa négligence de Marduk, ni l'existence de tensions religieuses, qui n'apparaissent dans aucune source datées de son règne. Seules les inscriptions de Nabonide commémorant les reconstructions des sanctuaires du dieu contiennent des éléments plaidant en faveur de sa préférence pour celui-ci,,. Quant à savoir dans quelle mesure cela a pu lui attirer l'inimitié du milieu sacerdotal, il est également difficile de trancher en raison du caractère polémique des sources. Même si elles semblent bien indiquer une forme d'opposition de la part des prêtres babyloniens, il est peu probable qu'ils aient eu les moyens de menacer le pouvoir du roi,.
En tout cas ses inscriptions indiquent qu'il n'a pas délaissé les autres grands dieux babyloniens, y compris dans la dernière partie de son règne. Il restaure plusieurs de leurs temples, en particulier ceux du dieu Shamash à Sippar et à Larsa, ainsi que ceux de la déesse Ishtar d'Akkad, dans la ville du même nom et à Babylone. Le dieu Shamash de Sippar se voit également offrir une nouvelle couronne d'or, qu'il a mis du temps à approuver car le roi n'a obtenu son assentiment qu'après plusieurs consultations divinatoires. L'Esagil, le grand temple de Marduk, bénéficie de ses attentions puisqu'il y entreprend des travaux de rénovation, y installe deux statues en cuivre de dragons-serpents, symboles du dieu, de nouvelles portes en bois monumentales, fait faire des encensoirs en or fauve, des vêtements processionnel pour des divinités, y restaure l'Emashdari, le lieu des offrandes animales, auquel il fait également une importante donation en métaux précieux, et le dieu Marduk se voit offrir 2 850 prisonniers capturés lors de sa campagne en Cilicie.

« C'est pourquoi, Ishtar d'Akkad, déesse du combat, regarde joyeusement cette maison (son temple), la demeure que tu aimes, et ordonne que je vive ! Parle chaque jour en présence de Marduk, le roi des dieux, du prolongement de mes jours et de l'accroissement de mes années ; va à mon côté là où il y aura mêlée et bataille, pour que je tue mes adversaires et que j'abatte mes ennemis ! »

— Prière de Nabonide à Ishtar d'Akkad, concluant l'inscription commémorant la reconstruction de son temple d'Akkad.

### La révérence au passé
Les rois néo-babyloniens portent un grand intérêt au passé de leur pays, et aux grandes dynasties qui les avaient précédés. Ils y trouvent un moyen de conforter leur légitimité, en ancrant leur royaume dans la continuité de ses plus illustres prédécesseurs, notamment l'empire d'Akkad de Sargon et de Naram-Sin et la première dynastie de Babylone de Hammurabi. Ils font notamment réaliser leurs inscriptions dans des graphies archaïsantes imitant celles de ces rois. Pour cela, ils peuvent compter sur les services de prêtres érudits spécialisés dans les inscriptions et écritures antiques, comme Nabû-zer-lishir, spécialiste des inscriptions de la dynastie d'Akkad dont il effectue des moulages et des copies.
Nabonide témoigne d'un attachement pour le passé babylonien encore plus prononcé que celui de ses prédécesseurs. Cela se voit lors des reconstructions de sanctuaires, durant lesquelles il faut retrouver les plans d'origine des bâtiments, donc leurs fondations et les inscriptions laissées là par les rois qui ont reconstruit l'édifice par le passé. Les inscriptions de Nabonide mentionnent longuement les découvertes d'inscriptions antiques, en particulier celles des rois d'Akkad. Un document chronographique dit que Nabonide a retrouvé une inscription de Naram-Sin et une statue brisée de Sargon lors de travaux de restauration du temple de Shamash à Sippar, et a instauré des rites pour elle (ce que confirment des documents administratifs enregistrant des offrandes qui lui sont destinées) : 

« Il (Nabonide) vit l'inscription de Naram-Sin et sans la changer de place, la restaura et y apposa sa propre inscription. Il vit dans cette enceinte sacrée une statue de Sargon, le père de Naram-Sin : la moitié de sa tête était brisée et se désintégrait à la rendre méconnaissable. Étant donné sa révérence envers les dieux et son respect envers la royauté, il convoqua les artisans experts, restaura la tête de cette statue et restitua (son) visage. Il ne la changea pas de place mais l'installa dans l'Ebabbar (et) instaura une oblation pour elle. »

Tout cela fait que Nabonide a pu être présenté par les historiens modernes comme un « roi archéologue » ou un « antiquaire ». Ses explorations de l'histoire ancienne des temples ont avant tout des motivations religieuses car il s'agit de retrouver un état originel voulu par les dieux. Néanmoins il est incontestable que Nabonide les décrit longuement dans plusieurs de ses inscriptions, plus que ne le faisaient ses prédécesseurs, et que cela renvoie au goût pour les recherches érudites sur le passé qui est répandu à cette période. Cet intérêt pour le passé religieux explique sans doute aussi la nomination de la fille du roi comme grande prêtresse du dieu-lune, sur le modèle de ce que faisaient les anciens rois,.
Une inscription néo-babylonienne attribuée à Nabonide, commémorant des privilèges qu'il accorde à plusieurs villes, célèbre également Hammurabi et ses jugements, car cet acte lui permet de s'inscrire dans la continuité de ce parangon de justice,.

## La conquête perse (539) et la fin de Nabonide
Les conditions dans lesquelles se déclenchent les hostilités entre Babylone et la Perse ne sont pas documentées. Il est possible qu'un premier affrontement ait lieu dès 540 dans la région d'Uruk et que les Perses soient déjà présents en Haute Mésopotamie à l'été 539. En tout cas à ce moment-là la Babylonie est dans une posture défensive et se prépare à une invasion perse. La Chronique de Nabonide indique que les statues des dieux de diverses villes de la région sont amenées à Babylone vers la fin de l'été. Les archives d'Uruk confirment cela : la statue de la grande déesse locale, Ishtar, est envoyée à Babylone dès le début de l'été, et on prend des mesures pour assurer la poursuite de son culte régulier en l'approvisionnant depuis sa cité d'origine et en détachant des prêtres du temple dans la capitale. Il s'agit sans doute tout autant d'éviter que les statues divines (censées incarner la présence terrestre des divinités) ne tombent aux mains de l'ennemi que de renforcer la protection divine de Babylone,.
L'armée perse passe à l'action en septembre-octobre 539. Les Babyloniens essuient une défaite à Opis, sur le Tigre, sans doute au tout début d'octobre. Ils se retranchent alors derrière le « Mur de Médie », dispositif défensif constitué à l'époque de Nabuchodonosor pour protéger Babylone d'une invasion depuis le nord. Les troupes perses sont donc contraintes de faire un mouvement vers l'ouest, et la ville de Sippar est prise le 10 octobre, sans combats selon la Chronique de Nabonide. Les Perses choisissent alors de confier la prise de Babylone a une troupe de choc conduite par Gubaru, qui parviennent à pénétrer dans la ville le 12 octobre et à détruire une de ses portes de manière à permettre à l'armée de l'investir. Nabonide retourne à Babylone dans la précipitation, mais il est capturé. Cyrus fait son entrée dans Babylone le 29 octobre et devient le maître de l'empire babylonien,,.
Le sort de Nabonide n'est pas connu avec certitude. La Chronique de Nabonide évoque sa capture par les troupes perses, et la Prophétie dynastique, un texte historico-littéraire d'époque hellénistique, rapporte qu'il est exilé. Cela fait écho à Bérose, qui indique que Nabonide est envoyé par Cyrus en Carmanie (l'actuel Kerman, en Iran) où il finit paisiblement sa vie. Une variante de l'histoire le fait même gouverneur de cette province. Xénophon et le Livre de Daniel biblique lui prêtent une fin violente, puisqu'ils disent qu'il est mort lors de la prise de Babylone,,.

## Postérité: un «roi maudit»

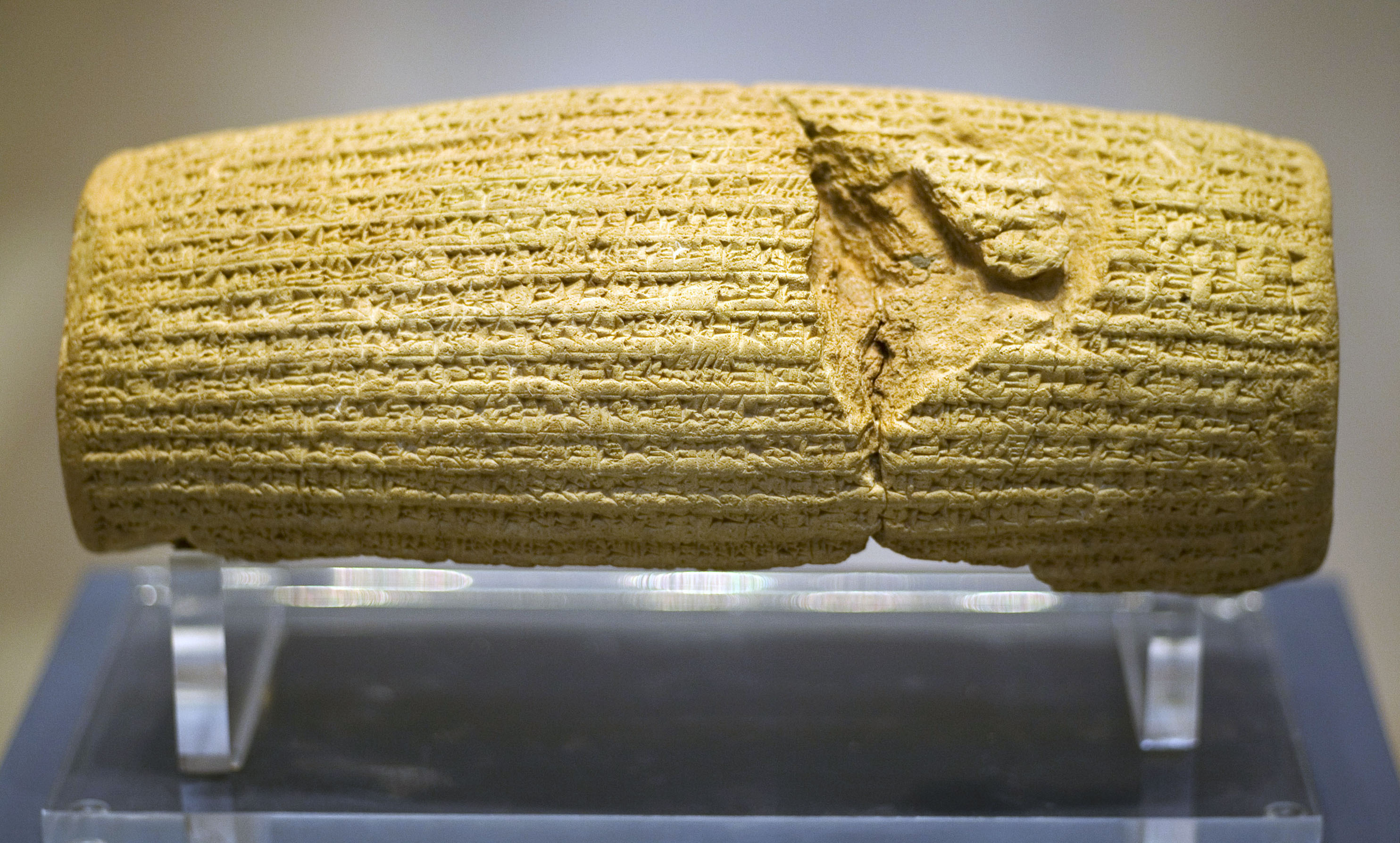
Le Cylindre de Cyrus, document de propagande produit par le clergé de Marduk afin de légitimer la victoire de Cyrus sur Nabonide. British Museum.

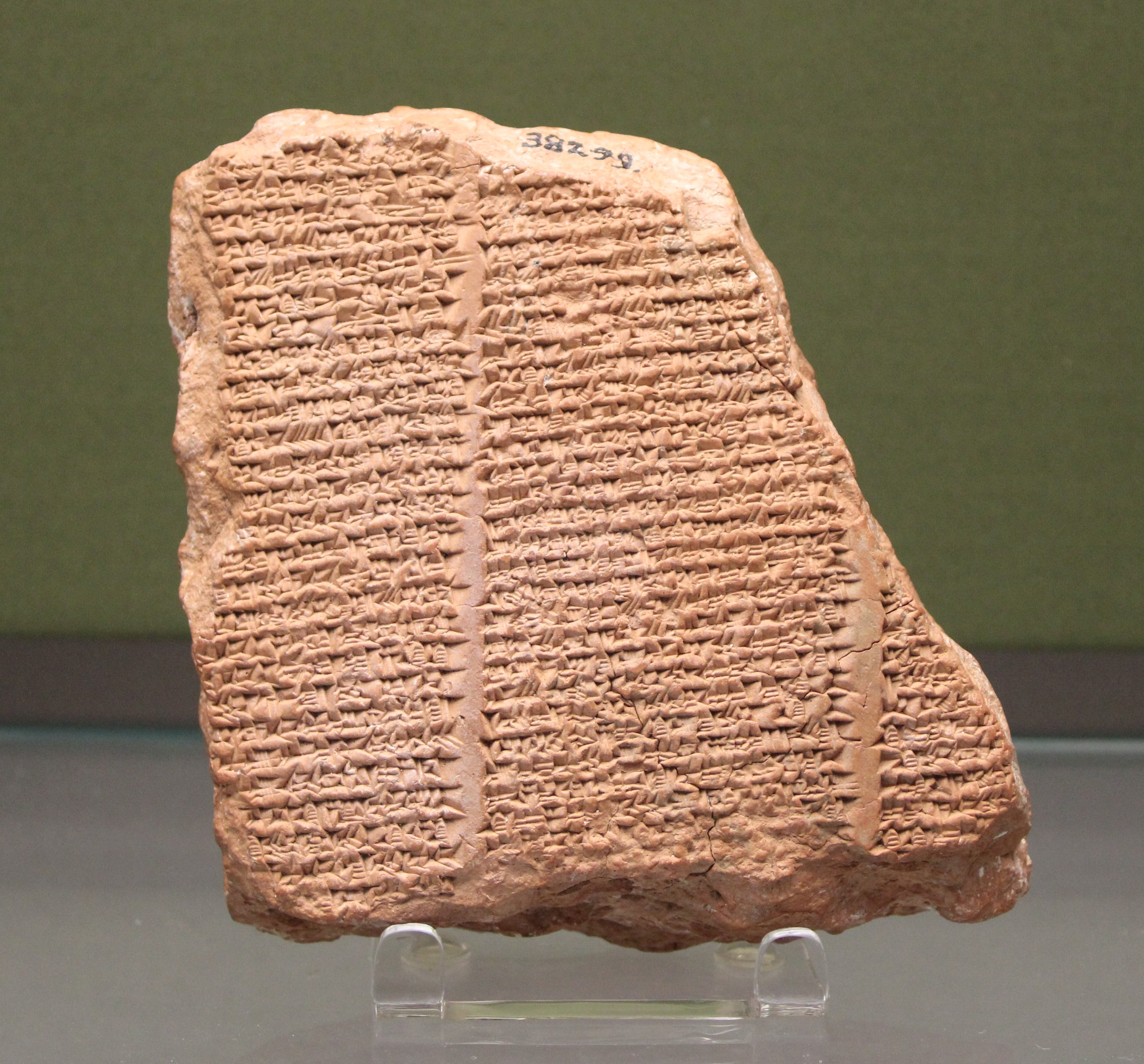
Le Pamphlet contre Nabonide. British Museum.

Une fois Babylone tombée, le clergé de la cité, ou du moins une partie de celui-ci, se rallie à Cyrus. Il participe à la rédaction d'une littérature de propagande destinée à légitimer sa prise de pouvoir, en ternissant l'image de Nabonide. Deux écrits peuvent être rattachés avec plus ou moins de certitude à cette période : le Cylindre de Cyrus, une inscription royale de Cyrus composée sur le modèle des inscriptions néo-babyloniennes ; le Pamphlet contre Nabonide, qui est une description des méfaits attribués à ce roi. Cette vision négative du roi est reprise dans la Prophétie dynastique, une chronique se présentant sous la forme d'un oracle annonçant les règnes à venir ; la Chronique de Nabonide, qui donne également une vision négative du roi,.
Ces textes, en particulier le Pamphlet et le Cylindre, dépeignent Nabonide comme un roi affligé de nombreux défauts : il est illégitime, tyrannique et incompétent, se croit savant alors qu'il est ignorant. C'est cela qui cause ses actes impies, à commencer par le fait qu'il n'accomplit pas les rites du Nouvel An durant son séjour en Arabie, alors que c'est indispensable à la prospérité du royaume car c'est à ce moment que le dieu Marduk confirme le roi de Babylone dans sa fonction. Pire encore, il remet en cause la suprématie de Marduk au profit du dieu-lune Sîn ; le Pamphlet décrit ainsi comment il aurait tenté de changer l'attribution de l'Esagil, le temple de Marduk à Babylone, en prétendant qu'il s'agit en fait du sanctuaire de Sîn. Qui plus est le dieu-lune dont Nabonide fait la promotion est un faux dieu et pas le vrai Sîn vénéré par les Mésopotamiens. La querelle porte selon le récit sur la représentation de la statue divine, celle que veut Nabonide étant erronée. Cela s'accompagne de la construction d'un temple tout aussi faux, l'Ehulhul, qu'il envisage aussi grand que l'Esagil. Tous ces actes sacrilèges entraînent sur lui la malédiction divine, Marduk choisissant Cyrus pour le détrôner et restaurer les rites corrects en Babylonie.

« [Quant à Nabonide,] son bon génie s'est éloigné de lui ; [le favori des] dieux, il est saisi par la malchance.  [Sans respect pour les dieux, il commet des sacrilèges ; [...] il a fabriqué un mirage, une divinité qu'auparavant, dans le pays personne n'avait encore vue, [il l'a introduite dans le temple], il l'a installée sur un piédestal ; [...] il lui a donné pour nom : « Nannar » ; elle est couronnée d'une tiare d'or et de lapis lazuli. (...)

Et pourtant, il mélangeait les rites, il troublait les consultations oraculaires, au moment des rituels sacrés, il prononçait des paroles inconséquentes. Les images de l'Esagil, des figures que le dieu Ea-Mummu lui-même avait créées, il les regardait en prononçant des blasphèmes. »

— Les méfaits de Nabonide selon le Pamphlet contre Nabonide.

« Le dieu Marduk, le grand Seigneur qui chérit son peuple, considéra avec plaisir ses (de Cyrus) bonnes actions et son cœur droit et Il décida de le faire marcher sur Babylone. (...) Sans combat ni bataille, Il le fit rentrer à l'intérieur de Shuanna (Babylone), sa ville. Il sauva Babylone du péril tandis qu'il mettait à sa merci Nabonide, le roi qui ne l'avait pas respecté. Les Babyloniens tous ensemble, la totalité du pays de Sumer et d'Akkad, princes et gouverneurs, Il les rassembla sous son (autorité) et ils embrassèrent ses pieds ; ils se réjouirent de sa royauté et leurs visages resplendirent. (...)

Et les dieux du pays de Sumer et d'Akkad, que Nabonide, à la grande colère du Seigneur des dieux, avait fait rentrer à l'intérieur de Shuanna sur l'ordre de Marduk, le grand Seigneur, en sécurité, dans leurs sanctuaires, je (Cyrus) les ai réinstallés dans une demeure de tranquillité. »

— La restauration de l'ordre par Cyrus, selon le Cylindre de Cyrus.
Tous les textes babyloniens relatifs à Nabonide ne lui sont pas défavorables. La Chronique royale prend la forme d'une chronique en y intégrant des informations qui sont manifestement issues des inscriptions de ce roi, arrangées dans un ordre chronologique : la consécration de sa fille comme grande prêtresse du dieu-lune, la restauration du temple du dieu-soleil à Sippar, les campagnes militaires au Levant et en Arabie,. Deux prétendants au trône de Babylone qui se révoltent sans succès contre le pouvoir perse en 522 et 521, qui prennent chacun le nom de Nabuchodonosor, se font passer pour des fils de Nabonide afin de conforter leur prétentions. 
En revanche, l'image de Nabonide comme roi maudit forgée sous le règne de Cyrus s'est transmise en dehors de la tradition mésopotamienne. Xénophon, dans sa Cyropédie, présente lui aussi le roi de Babylone qui est défait par Cyrus comme un impie, mais il ne donne pas son nom. La Bible ne mentionne pas Nabonide, mais il faut probablement le voir sous d'autre noms dans certains passages : dans le Livre de Daniel, qui rapporte la chute de Babylone, l'image du roi maudit a été transposée sur son fils Bel-shar-usur, devenu le roi Balthazar fils de Nabuchodonosor. Un texte araméen mis au jour parmi les Manuscrits de la mer Morte, la Prière de Nabonide, rapporte comment ce roi a été puni par Dieu pour avoir vénéré les divinités babyloniennes, qui lui a infligé la lèpre pendant sept années, durant lesquelles il a été contraint de vivre parmi les animaux.

### Empire néo-babylonien
- (en) Rocio Da Riva, The Neo-Babylonian Royal Inscriptions : An Introduction, Münster, Ugarit-Verlag, 2008
- Francis Joannès, « L'empire néo-babylonien », dans Bertrand Lafont, Aline Tenu, Philippe Clancier et Francis Joannès, Mésopotamie : De Gilgamesh à Artaban (3300-120 av. J.-C.), Paris, Belin, coll. « Mondes anciens », 2017, p. 781-831
- (en) Paul-Alain Beaulieu, A History of Babylon, 2200 BC - AD 75, Hoboken et Oxford, Wiley-Blackwell, 2018 (ISBN 978-1-405-18899-9), « Imperial Heyday », p. 219-245
- (en) Michael Jursa, « The Neo-Babylonian Empire », dans Karen Radner, Nadine Moeller et Daniel T. Potts (dir.), The Oxford History of the Ancient Near East, Volume V: The Age of Persia, New York, Oxford University Press, 2023, p. 291-173

### Règne de Nabonide
- (en) Paul-Alain Beaulieu, The Reign of Nabonidus, King of Babylon, 556-539 B.C., New Haven et Londres, Yale University Press, 1989 (lire en ligne)
- (en) Paul-Alain Beaulieu, « King Nabonidus and the Neo-Babylonian Empire », dans Jack M. Sasson (dir.), Civilizations of the Ancient Near East, New York, Scribner, 1995, p. 969-979
- (en) M. Dandamayev, « Nabonid (Nabû-nā'id). A. », dans Reallexicon der Assyriologie und Vorderasiatischen Archäologie, vol. IX (1/2), Berlin, De Gruyter, 1998, p. 6-11
- (de) Hanspeter Schaudig, Die Inschriften Nabonids von Babylon und Kyros’ des Großen samt den in ihrem Umfeld entstandenen Tendenzschriften. Textausgabe und Grammatik, Münster, Ugarit-Verlag, 2001
- (en) Frauke Weiershäuser et Jamie Novotny, The Royal Inscriptions of Amēl-Marduk (561-560 BC), Neriglissar (559-556 BC), and Nabonidus (555-539 BC), Kings of Babylon, University Park, Eisenbrauns, coll. « The Royal Inscriptions of the Neo-Babylonian Empire » (no 2), 2020 (lire en ligne)
- Francis Joannès, La chute de Babylone : 12 octobre 539 avant notre ère, Paris, Taillandier, 2022